# Лейбористская партия Великобритании
Лейбори́стская па́ртия или же, в буквальном переводе, — Трудовая партия (англ. Labour Party) — британская левоцентристская социал-демократическая политическая партия, одна из двух ведущих партий в Соединённом Королевстве наравне с Консервативной. С 5 июля 2024 года является правящей и формирует Правительство Его величества.
Основана в 1900 году как Комитет рабочего представительства, с 1906 года называется «Лейбористской». В феврале 1918 года был принят устав партии. В августе того же года был принят программный документ «Лейбористы и новый социальный порядок» (англ. Labour and the New Social Order).
Партия лейбористов — социал-демократическая (ранее определялась как «демократическая социалистическая»), деятельность её тесно связана с британским профсоюзным движением (многие профсоюзы Соединённого Королевства, входящие в Британский конгресс тред-юнионов — коллективные члены Лейбористской партии). Партия считалась одним из наиболее авторитетных членов Социалистического интернационала, ныне входит в Прогрессивный альянс. По состоянию на июль 2022 года в партии лейбористов зарегистрировано около 415 000 членов, что является одним из самых больших показателей среди всех партий Европы.
Впервые сформировала британское правительство в 1924 году.
Пост лидера Лейбористской партии с апреля 2020 года занимает представитель её центристского крыла Кир Стармер, с которым победила на парламентских выборах 2024 года, сформировала правительство, а Стармер стал премьер-министром. 

## Партийная идеология
Современная Лейбористская партия — левоцентристская. В течение XX века партия называлась «социалистической», а позже «демократической социалистической». Партия также использует в собственном отношении термины «третий путь», «просторная церковь» (broad church) и содержит разнообразие левых тенденций от решительно социалистического направления (hard left) до более умеренно социал-демократического, а в последние годы всё больше прорыночной и прокапиталистической идеологии. На протяжении всего существования партии такое непостоянство и разнообразие часто подвергалось резкой критике другими левыми комментаторами и историками, указывающими, что партия вовсе не является социалистической, а вместо этого поддерживает антисоциалистические позиции, такие как капитализм и неоколониализм, и была описана как «капиталистическая рабочая партия».
Первоначально в Конституции партии, в Четвёртом пункте, были прописаны радикальные социалистические цели и методы — такие, как государственная собственность ведущих отраслей промышленности, экономическое вмешательство государства, перераспределение богатств в пользу бедных, увеличение прав рабочих, государство всеобщего благоденствия, полностью бесплатное здравоохранение и бесплатное среднее образование для подданных Соединённого Королевства. C 1980-х годов, в период «новых лейбористов», партия приняла за норму либеральную рыночную политику, вынуждая многих комментаторов описывать Лейбористскую партию уже как центристскую.
Партия была значительно «модернизирована» в эпоху Тони Блэра (включая преемников в должности лидера партии — Гордона Брауна и Харриет Харман): избирательные манифесты (то есть предвыборные программы) перестали с 1992 года упоминать социализм как цель партии и вообще не содержат термин «социализм». Статья IV конституции партии также претерпела изменения — новая редакция (1995 года) больше не даёт возможности трактовать её как призыв к национализации. В переводе на русский язык новая редакция статьи звучит так: «Лейбористская партия является демократической социалистической партией. Мы полагаем, что единство позволяет достичь большего, чем мы можем достичь в одиночку; даёт возможность реализации истинного потенциала каждого, позволяя строить общество, в котором власть, богатство и возможности находятся в руках многих, а не меньшинства, где права, которые нам принадлежат, отражают наши обязанности, и где мы живём вместе, свободно, в духе солидарности, терпимости и уважения». Однако критики идеологии партии считают, что партия, несмотря на название, вовсе не выражает интересов рабочего класса (в переводе на русский язык название партии означает — «рабочая», «трудовая»).
Поддерживает лейбористов преимущественно северо-западная индустриальная зона, где началась Промышленная революция. Также лейбористы являются влиятельной политической силой в центральном поясе Шотландии и северо-востоке Англии. Они занимают большинство мест в Лондонской Городской Ассамблее, несмотря на некоторое падение их рейтинга. Основные районы поддержки лейбористов в Лондоне — это Ист-Энд, Ламбет, Саутуарк, западная часть города, где живёт очень много иммигрантов, северная часть, а также район Баркинг и Дагенем.

## Лейбористы в XXI веке
Лейбористы находились у власти с 1997 года, когда на выборах им удалось опередить своих традиционных противников, консерваторов, на 253 мандата. На выборах 2001 года лейбористы повторили успех предыдущих выборов. На парламентских выборах 2005 года лейбористы получили 9 562 122 голосов и 356 мандатов в Палате общин против 198 у консерваторов. Все эти выборы партия выиграла под руководством Энтони Блэра, реформатора партии (новая платформа, важным элементом которой являлась отмена 4-о пункта конституции партии об обязательном общественном регулирование экономики). Блэр ушёл в отставку в 2007 году под давлением общественности, обвинявшей его в развязывании иракской войны 2003 года. На выборах в Европарламент 2009 года партия заняла третье место по числу голосов (2 381 760 или 15,7 %) и получила 13 мандатов — вдвое меньше консерваторов и столько же, сколько популистская Партия независимости Соединённого Королевства. Премьер-министр Великобритании Гордон Браун, возглавлявший партию, расценил поражение лейбористов на выборах в парламент, прошедших 6 мая 2010 года, как негативную оценку его деятельности избирателями. После этого Браун не стал ни претендовать на пост лидера Лейбористской партии, ни поддерживать кого-либо из кандидатов.
В результате прошедшего в 2016 году референдума о выходе Великобритании из ЕС, лейбористы не смогли выработать согласованной позиции в отношении Евросоюза, а также будущих экономических связей с блоком, в результате чего, после всеобщих выборов 2017 года рейтинг партии сильно упал, а в начале 2019 года некоторые члены партии даже сформировали отдельную независимую фракцию в Парламенте. По итогам выборов 2019 года партия утратила ряд округов в Англии, породив термины Красная стена (которая была разрушена консерваторами) и Человек из Уоркингтона (бывший сторонник лейбористов на севере Англии, поддержавший выход Великобритании из ЕС и консерваторов на текущих выборах).
Согласно просочившейся в прессу в феврале 2021 года стратегии партии, она планирует вернуть доверие разочарованных избирателей через радикальный ребрендинг (планируется сделать ставку на патриотизм).

## Результаты на выборах

### Британские всеобщие выборы
| Выборы   | Лидер партии             | Голосов    | Голосов | Мест в нижней палате | Мест в нижней палате | Позиция (место) | Сформированное правительство                                                              |  |
| Выборы   | Лидер партии             | Кол-во     | %       | Кол-во               | ±                    | Позиция (место) | Сформированное правительство                                                              |  |
| 1900     | Кейр Харди               | 62 698     | 1.8     | 2 из 670             | Впервые              | 5-е             | Консерваторы и либеральные юнионисты                                                      |  |
| 1906     | Кейр Харди               | 321 663    | 5.7     | 29 из 670            | ▲ 27                 | ▲ 4-е           | Либералы                                                                                  |  |
| Янв 1910 | Артур Хендерсон          | 505 657    | 7.6     | 40 из 670            | ▲ 11                 | 4-е             | Либеральное меньшинство                                                                   |  |
| Дек 1910 | Джордж Барнс             | 371 802    | 7.1     | 42 из 670            | ▲ 2                  | 4-е             | Либеральное меньшинство                                                                   |  |
| 1918     | Уильям Адамсон           | 2 245 777  | 21.5    | 57 из 707            | ▲ 15                 | 4-е             | Либералы и консерваторы                                                                   |  |
| 1922     | Джон Клайнс              | 4 076 665  | 29.7    | 142 из 615           | ▲ 85                 | ▲ 2-е           | Консерваторы                                                                              |  |
| 1923     | Джеймс Рамсей Макдональд | 4 267 831  | 30.7    | 191 из 625           | ▲ 49                 | 2-е             | Лейбористское меньшинство                                                                 |  |
| 1924     | Джеймс Рамсей Макдональд | 5 281 626  | 33.3    | 151 из 615           | ▼ 40                 | 2-е             | Консерваторы                                                                              |  |
| 1929     | Джеймс Рамсей Макдональд | 8 048 968  | 37.1    | 287 из 615           | ▲ 136                | ▲ 1-е           | Лейбористское меньшинство                                                                 |  |
| 1931     | Артур Хендерсон          | 6 339 306  | 30.8    | 52 из 615            | ▼ 235                | ▼ 2-е           | Консерваторы, либералы и национальные лейбористы                                          |  |
| 1935     | Клемент Эттли            | 7 984 988  | 38.0    | 154 из 615           | ▲ 102                | 2-е             | Консерваторы, национальные либералы и национальные лейбористы                             |  |
| 1945     | Клемент Эттли            | 11 967 746 | 47.7    | 393 из 640           | ▲ 239                | ▲ 1-е           | Лейбористы                                                                                |  |
| 1950     | Клемент Эттли            | 13 266 176 | 46.1    | 315 из 625           | ▼ 78                 | 1-е             | Лейбористы                                                                                |  |
| 1951     | Клемент Эттли            | 13 948 883 | 48.8    | 295 из 625           | ▼ 20                 | ▼ 2-е           | Консерваторы                                                                              |  |
| 1955     | Клемент Эттли            | 12 405 254 | 46.4    | 277 из 630           | ▼ 18                 | 2-е             | Консерваторы                                                                              |  |
| 1959     | Хью Гайтскелл            | 12 216 172 | 43.8    | 258 из 630           | ▼ 19                 | 2-е             | Консерваторы                                                                              |  |
| 1964     | Гарольд Вильсон          | 12 205 808 | 44.1    | 317 из 630           | ▲ 59                 | ▲ 1-е           | Лейбористы                                                                                |  |
| 1966     | Гарольд Вильсон          | 13 096 629 | 48.0    | 364 из 630           | ▲ 47                 | 1-е             | Лейбористы                                                                                |  |
| 1970     | Гарольд Вильсон          | 12 208 758 | 43.1    | 288 из 630           | ▼ 78                 | ▼ 2-е           | Консерваторы                                                                              |  |
| Фев 1974 | Гарольд Вильсон          | 11 645 616 | 37.2    | 301 из 635           | ▲ 13                 | ▲ 1-е           | Лейбористское меньшинство                                                                 |  |
| Окт 1974 | Гарольд Вильсон          | 11 457 079 | 39.2    | 319 из 635           | ▲ 18                 | 1-е             | Лейбористы                                                                                |  |
| 1979     | Джеймс Каллаган          | 11 535 218 | 36.9    | 269 из 635           | ▼ 50                 | ▼ 2-е           | Консерваторы                                                                              |  |
| 1983     | Майкл Фут                | 8 456 934  | 27.6    | 209 из 650           | ▼ 60                 | 2-е             | Консерваторы                                                                              |  |
| 1987     | Нил Киннок               | 10 029 270 | 30.8    | 229 из 650           | ▲ 20                 | 2-е             | Консерваторы                                                                              |  |
| 1992     | Нил Киннок               | 11 560 484 | 34.4    | 271 из 651           | ▲ 42                 | 2-е             | Консерваторы                                                                              |  |
| 1997     | Тони Блэр                | 13 518 167 | 43.2    | 419 из 659           | ▲ 147                | ▲ 1-е           | Лейбористы                                                                                |  |
| 2001     | Тони Блэр                | 10 724 953 | 40.7    | 413 из 659           | ▼ 5                  | 1-е             | Лейбористы                                                                                |  |
| 2005     | Тони Блэр                | 9 562 122  | 35.3    | 356 из 646           | ▼ 57                 | 1-е             | Лейбористы                                                                                |  |
| 2010     | Гордон Браун             | 8 604 358  | 29.1    | 258 из 650           | ▼ 91                 | ▼ 2-е           | Консерваторы и либеральные демократы                                                      |  |
| 2015     | Эд Милибэнд              | 9 344 328  | 30.5    | 232 из 650           | ▼ 26                 | 2-е             | Консерваторы                                                                              |  |
| 2017     | Джереми Корбин           | 12 874 985 | 40.0    | 262 из 650           | ▲ 30                 | 2-е             | Консервативное меньшинство (договор между консерваторами и североирландскими юнионистами) |  |
| 2019     | Джереми Корбин           | 10,269,076 | 32.1    | 202 из 650           | ▼ 60                 | 2-е             | Консерваторы                                                                              |  |
| 2024     | Кир Стармер              | 9,679,417  | 33.6    | 411 из 650           | ▲ 209                | 1-е             | Лейбористы                                                                                |  |

| Выборы | Лидер партии                              | % голосов | Мест     | Изменение | Позиция (место) |
| ------ | ----------------------------------------- | --------- | -------- | --------- | --------------- |
| 1979   | Джеймс Каллаган                           | 31.6      | 17 из 78 | Впервые   | 2-е             |
| 1984   | Нил Киннок                                | 34.7      | 32 из 78 | ▲ 15      | 2-е             |
| 1989   | Нил Киннок                                | 40.1      | 45 из 78 | ▲ 13      | 1-е             |
| 1994   | Маргарет Бекетт (исполняющий обязанности) | 42.6      | 62 из 84 | ▲ 17      | 1-е             |
| 1999   | Тони Блэр                                 | 28.0      | 29 из 84 | ▼ 33      | 2-е             |
| 2004   | Тони Блэр                                 | 22.6      | 19 из 78 | ▼ 6       | 2-е             |
| 2009   | Гордон Браун                              | 15.7      | 13 из 72 | ▼ 5       | 3-е             |
| 2014   | Эд Милибэнд                               | 24.4      | 20 из 73 | ▲ 7       | 2-е             |
| 2019   | Джереми Корбин                            | 13.6      | 10 из 73 | ▼ 10      | 3-е             |

График
|  |

## Список лейбористских премьер-министров[31]
- Смотрите также: список премьер-министров Великобритании, список лидеров Лейбористской партии.

| №  | Портрет | Имя                                         | Начало полномочий | Окончание полномочий |
| -- | ------- | ------------------------------------------- | ----------------- | -------------------- |
| 56 |         | Рамсей Макдональд (первый срок) (1866—1937) | 22 января 1924    | 4 ноября 1924        |
| 58 |         | Рамсей Макдональд (второй срок) (1866—1937) | 5 июня 1929       | 7 июня 1935          |
| 62 |         | Клемент Эттли (1883—1967)                   | 27 июля 1945      | 26 октября 1951      |
| 67 |         | Гарольд Вильсон (первый срок) (1916—1995)   | 16 октября 1964   | 19 июня 1970         |
| 69 |         | Гарольд Вильсон (второй срок) (1916—1995)   | 7 марта 1974      | 5 апреля 1976        |
| 70 |         | Джеймс Каллаган (1912—2005)                 | 5 апреля 1976     | 4 мая 1979           |
| 73 |         | Энтони Блэр (род. 1953)                     | 2 мая 1997        | 27 июня 2007         |
| 74 |         | Гордон Браун (род. 1951)                    | 27 июня 2007      | 11 мая 2010          |
| 80 |         | Кир Стармер (род. 1962)                     | 5 июля 2024       | По сей день          |